# Dirkje Kuik
Dirkje Kuik (Utrecht, 7 oktober 1929 – aldaar, 18 maart 2008) was een Nederlands schrijfster, graficus, illustrator, tekenaar  en transvrouw.

## Levensloop
De in Utrecht wonende en werkende Dirkje werd geboren als William Diederich Kuik. In 1977 ging Kuik de voornaam Dirkje bezigen en in 1979 liet Kuik zich in een ziekenhuis in Londen opereren en ging sindsdien geheel door het leven als vrouw. Over haar operatie, haar belevenissen als genderdiasporapatiënt, zoals zij het noemde en hoe zij haar leven na de operatie weer oppakte schreef ze uitgebreid, met name in Huishoudboekje met rozijnen.
Kuik studeerde enige tijd aan de Rijksakademie van beeldende kunsten in Amsterdam, was kunstrecensent bij Het Parool en tekende voor Vrij Nederland. In 1960 richtte Kuik samen met Joop Moesman en Henc van Maarseveen het grafisch gezelschap De Luis op. Deelnemende kunstenaars met uiteenlopende ideeën wisselden elkaar af gedurende twintig jaar.
Als graficus, illustrator en tekenaar legde ze zich toe op stadsgezichten, figuurvoorstellingen en portretten; daarnaast was ze schrijver en dichter. Als dichter debuteerde ze in 1969 met de bundel 45 Gedichten, nog onder de naam William D. Kuik. Het werk wordt gezien als belangrijke bijdrage tot de Nederlandse neoromantische stroming. Voor Utrechtse Notities uit 1969 ontving ze de Prozaprijs van de gemeente Amsterdam. De door Kuik zelf geïllustreerde feuilleton De held van het potspel uit 1974 werd bekroond met de Vijverbergprijs.
Van 1958-1963 en van 1968-1972 was ze lid van het genootschap Kunstliefde, een Utrechtse vereniging van kunstenaars en kunstminnaars, opgericht in 1807. Dirkje Kuik overleed in 2008 en werd in zeer besloten kring begraven op de plaatselijke Begraafplaats Soestbergen. Na haar dood werd een expositie ingericht bij Kunstliefde aan de Nobelstraat als drieluik, haar beeldend werk, een biografisch overzicht van haar leven en beeldend werk van tijdgenoten.
Op 19 november 1985 gaf Kuik haar lezing in de reeks 'De Brandende Kwestie van...', georganiseerd door de Stichting Literaire Activiteiten Amsterdam (SLAA) in De Balie. Het thema intersekse stond centraal in de lezing.
In 2008 werd in haar voormalig woonhuis en atelier aan de Oudekamp 1 te Utrecht een museum ter ere van haar werk ingericht, dat zo'n vier jaar heeft bestaan. Vlakbij dit adres, op de hoek met de Herenstraat, werd op 10  december 2024 een attentietegel met QR-code onthuld. 
Vanuit de voormalige stichting "Dirkje Kuik" werd haar artistieke nalatenschap beheerd. Eind 2024 was in Utrecht de tentoonstelling Hommage aan Dirkje Kuik van haar literair en beeldend werk te bezichtigen, georganiseerd door Salon Saffier en Galerie Waterbolk.

## Prijzen

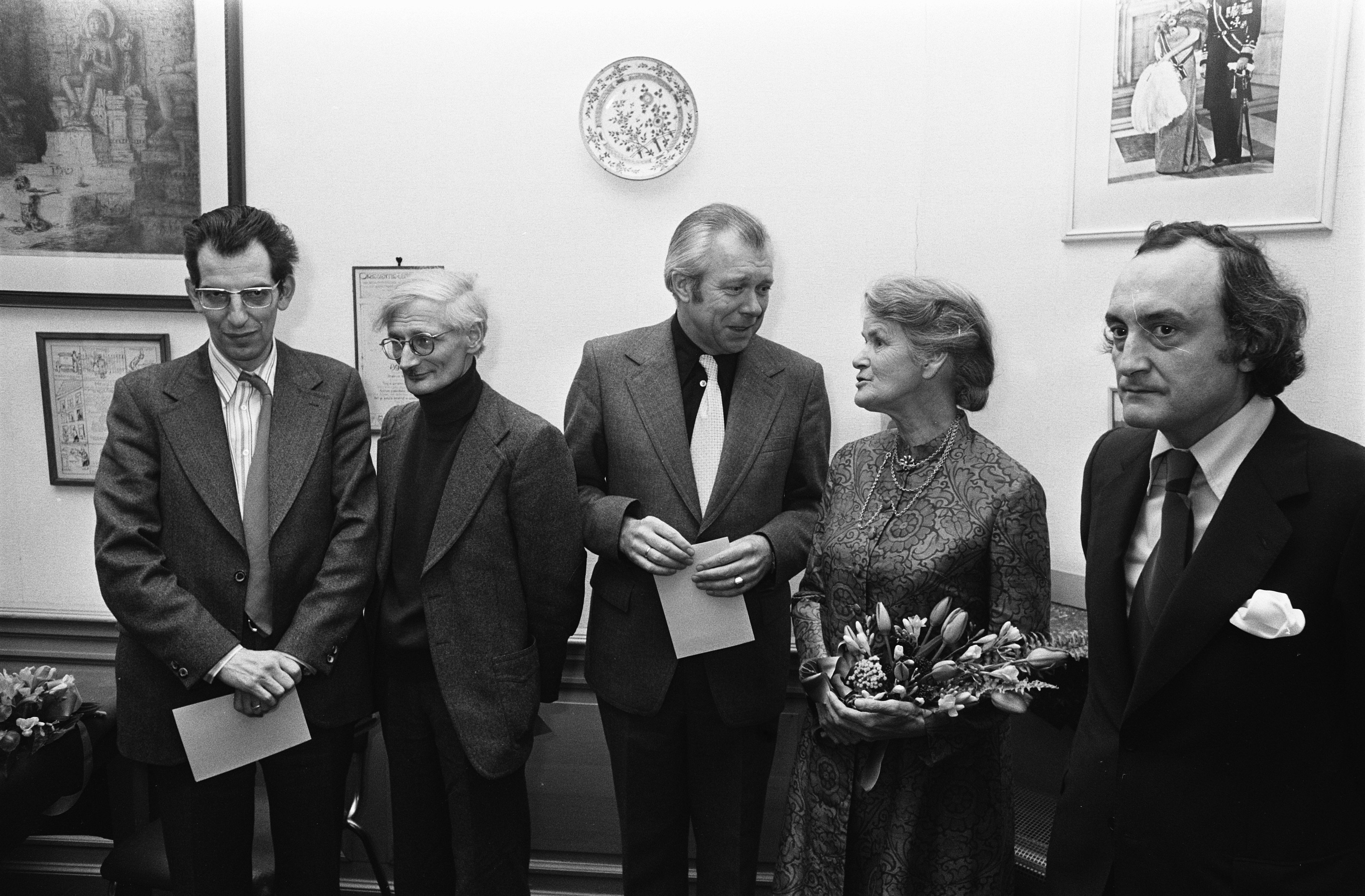
Jan Campertprijzen 1974. V.l.n.r.: Piet Buijnsters, Dirkje Kuik, wethouder Piet Vink, M. Vasalis en Hugues C. Pernath.

- De Prozaprijs van de gemeente Amsterdam 1969, voor Utrechtse Notities
- De Vijverbergprijs 1974, voor De held van het potspel
- De Multatuliprijs 1998, voor Broholm
- De roman De N.V. Dopiflex (1991) werd in 1992 genomineerd voor de Gouden Strop[7]

## Onderscheiding
- De zilveren stadsmedaille van de stad Utrecht in 1999

## Werk

### Tot 1977
- Kort verhaal van eene aanmerklijke luchtreis en nieuwe planeetontdekking, door Willem Bilderdijk (1963, illustraties)
- Toon Jansen, graficus : een monografie en catalogus uitgegeven ter gelegenheid van een tentoonstelling van Bijbelse prenten van zijn hand, houtsneden van Toon Jansen, tekst van William Kuik (1964)
- Utrechtse notities (1968)
- 45 Gedichten (1969)
- Utrechtse notities (1969)
- De held van het potspel, of het geheime huwelijk (1974)
- Iets als de charge van de lichte brigade of de kurasiers van Rezonville voor mijn over-overgrootvader, 26, 27, 28 november 1812 (1974, gedichten)
- De avonturen van Pinokkio : de geschiedenis van een marionet, door Carlo Collodi (1976, illustraties)
- Vier kroegmannen, door Simon Carmiggelt (1975, illustraties)

### Van 1977 tot 1979
- De twee snoeken : een historisch verhaal (1977)
- Wonderbare reizen te land en ter zee, veldtochten en vrolijke avonturen van de Baron von Münchhausen zoals hij deze in de kring zijner vrienden met de fles onder handbereik zelf pleegt te vertellen, door Gottfried August Bürger (1978, illustraties)

### Vanaf 1979
- Het tuintje van meneer den Daas: een herinnering, uitgave ter gelegenheid van het negentigjarig bestaan van drukkerij en grafisch adviesbureau Den Daas (1980)
- De zonderlinge avonturen van Primus Prikkebeen, met de oorspronkelijke tekeningen van Rodolphe Töpffer en op rijm gezet door Gerrit Komrij, met nawoord van Dirkje Kuik (1980)
- De nachtcactus bloeit (1982)
- Het zwart konijn (1983)[8]
- Huishoudboekje met rozijnen, 1984, ISBN 9063220987
- Aram en de bende van de boomstam, door Trude de Jong (1984, illustraties)
- Het kindercircus: een studie in zwart en mauve (1985)
- Uit het dagboek van de vrouw van de beeldhouwer (1986)
- Klein Arkadië: een herinnering aan de Kromme Rijn (1987)
- Ethisch reveil (1987)
- De Nieuwegracht en omstreken (1990)
- De NV Dopiflex (1991, roman)
- Piranesi en zijn dochter (1994, verhalen)
- Broholm (1997, roman)
- De patriot : uit de papieren van een admiraal, 2003, roman, ISBN 9029525487
- München '38, oktober 2008 bij De Arbeiderspers, ISBN 9789029566049[9][10]
- Kruisiging in Utrecht - linosneden door William D. Kuik, gedichten door Ep Köster - hun onvoltooid beeld- en tekstproject uit 1955. Nawoord: Niels Bokhove (De Utrechtse Boekhoudpers, 5) (Uitg. Salon Saffier, Utrecht, 2013)

## Dirkje Kuik-lezing
In 2023 werd in Utrecht voor het eerst de Dirkje Kuik-lezing gehouden. De bedoeling is deze lezing jaarlijks te houden. De lezing is onderdeel van het Utrecht Queer Culture Festival. Met de jaarlijkse Dirkje Kuik lezing eert het festival haar strijd en vragen ze een prominent persoon om een kritische en persoonlijke visie te geven op de strijd om jezelf te kunnen zijn in de huidige tijd.
- 2023: Pim Lammers[11]
- 2024: Ines Kostić[12]